# Braco Dimitrijević
Braco Dimitrijević (ur. 18 czerwca 1948 w Sarajewie) – bośniacki artysta.
W 1971 roku ukończył studia w Akademii w Zagrzebiu, naukę kontynuował w St Martin’s School of Art w Londynie. Obecnie mieszka i tworzy w Paryżu.

## Wybrane wystawy
- Galerie Michael Jansen, Kolonia, 1999
- Kunsthalle, Düsseldorf, 1997
- Hessisxhes Landesmuseum, Darmstadt, 1995
- Galerie De France, Paryż, 1994
- Muzeum Izraela, Jerozolima, 1994
- Museum Moderner Kunst-Stifung Ludwig, Wiedeń, 1994
- Pat Hearn Gallery, Nowy Jork, 1990
- Galerie Ronny van de Velde, Antwerpia, 1990
- Galerie de Paris, Paryż, 1987
- Tate Gallery, Londyn, 1985
- Museum Ludwig, Kolonia, 1984
- Kunsthalle Bern, Berlin, 1984
- Waddington Galleries, Londyn, 1980
- Stedelijk van Abbemuseum, Eindhoven, 1979
- Sperone Gallery, Turyn, 1976
- Stadtisches Museum, Mönchengladbach, 1975
- Sperone Gallery, Nowy Jork, 1975
- Lucio Amelio, Neapol, 1971